# Maureen Carroll
Maureen Carroll (auch Maureen Carroll-Spillecke; * 1953) ist eine kanadische Archäologin, die auf die Archäologie des Römischen Reiches spezialisiert ist.

## Werdegang
Carroll schloss das Studium der Altertumswissenschaften an der Brock University mit dem Bachelor und das Studium der Klassischen Archäologie an der Indiana University mit dem Master ab. Nach Fertigstellung ihrer Dissertation wurde sie an der Indiana University und der Freien Universität Berlin im Fach Klassische Archäologie promoviert. In der Folgezeit war sie in der staatlichen Denkmalpflege in Deutschland tätig, unter anderem am Römisch-Germanischen Museum in Köln, und lehrte parallel an der Universität zu Köln.
Seit 1998 war sie an der University of Sheffield angestellt, wo sie 2013 zur Professorin für römische Archäologie ernannt wurde. 2020 wechselte sie als Lehrstuhlinhaberin für römische Archäologie an die University of York. Im Jahr 2024 beendete sie ihre dortige Lehrtätigkeit, ist aber weiterhin als Forscherin tätig.
Carroll ist Fellow der Society of Antiquaries of London und Mitglied der Classical Association, der Associazione Internazionale di Archeologia Classica und der British School at Rome.

## Forschung
Ihre Forschungsschwerpunkte umfassen verschiedene Bereiche der römischen Archäologie, darunter insbesondere Bestattungssitten und Totengedenken sowie Kindheit und Familien in der römischen Welt. Weitere Arbeitsbereiche liegen im Bereich römischer Kleidung und Textilien sowie der Gartenarchäologie. Ausgrabungsprojekte hat Maureen Carroll in Deutschland, Italien, Tunesien und Großbritannien durchgeführt.

## Schriften
- Landscape depictions in Greek relief sculpture. Development and conventionalization (= Europäische Hochschulschriften. Reihe 38: Archäologie. Band 11). Lang, Frankfurt am Main/Bern/New York 1985, ISBN 3-8204-8391-8 (= Dissertation).
- ΚΗΠΟΣ. Der antike griechische Garten (= Wohnen in der klassischen Polis. Band 3). Deutscher Kunstverlag, München 1989, ISBN 3-422-06045-6.
- als Herausgeberin: Der Garten von der Antike bis zum Mittelalter (= Kulturgeschichte der antiken Welt. Band 57). Philipp von Zabern, Mainz 1992, ISBN 3-8053-1355-1. 2. Auflage 1995.
- Das römische Militärlager Divitia in Köln-Deutz. In: Kölner Jahrbuch. Band 26, 1993, S. 321–444.
- Die Untersuchungen im Hof der neuen Universität in Heidelberg. Tiefgarage der Universitätsbibliothek. Mit Beiträgen von Mostefa Kokabi und Manfred Rösch (= Materialhefte zur Archäologie in Baden-Württemberg. Heft 20). Theiss, Stuttgart 1993, ISBN 3-8062-1115-9.
- als Herausgeberin: Archäologie am Düsseldorfer Rheinufer. Die Ausgrabungen 1985 bis 1992. Beton-Verlag, Düsseldorf 1994, ISBN 3-7640-0329-4.
- Romans, Celts and Germans: The German Provinces of Rome. Tempus, Stroud 2001, ISBN 0-7524-1912-9.
  - Deutsche Übersetzung: Römer, Kelten und Germanen. Leben in den germanischen Provinzen Roms. Theiss, Stuttgart 2003, ISBN 3-8062-1762-9.
- Earthly Paradises. Ancient gardens in History and Archaeology. British Museum Press, London 2003, ISBN 0-7141-2768-X.
- Spirits of the Dead. Roman Funerary Commemoration in Western Europe (Oxford Studies in Ancient Documents). Oxford University Press, Oxford 2006, ISBN 978-0-19-929107-6 (Paperback-Ausgabe 2011).
- als Herausgeberin mit Jane Rempel: Living Through the Dead. Burial and Commemoration in the Classical World (= Studies in funerary archaeology. Band 5). Oxbow Books, Oxford 2011, ISBN 978-1-84217-376-3.
- als Herausgeberin mit John Peter Wild: Dressing the Dead in Classical Antiquity. Amberley, Stroud 2012, ISBN 978-1-4456-0300-1.
- als Herausgeberin mit Emma-Jayne Graham: Infant Health and Death in Roman Italy and Beyond (Journal of Roman Archaeology. Supplementband 96). Journal of Roman Archaeology, Portsmouth (RI) 2014, ISBN 978-0-9913730-0-0.
- Infancy and Earliest Childhood in the Roman World. ‘A Fragment of Time’. Oxford University Press, Oxford 2018, ISBN 978-0-19-968763-3.
- als Herausgeberin: The Making of a Roman Imperial Estate. Archaeology in the Vicus at Vagnari, Puglia (= Archaeopress Roman Archaeology. Band 88). Archaeopress, Oxford 2022, ISBN 978-1-80327-205-4.